# Factor XIII

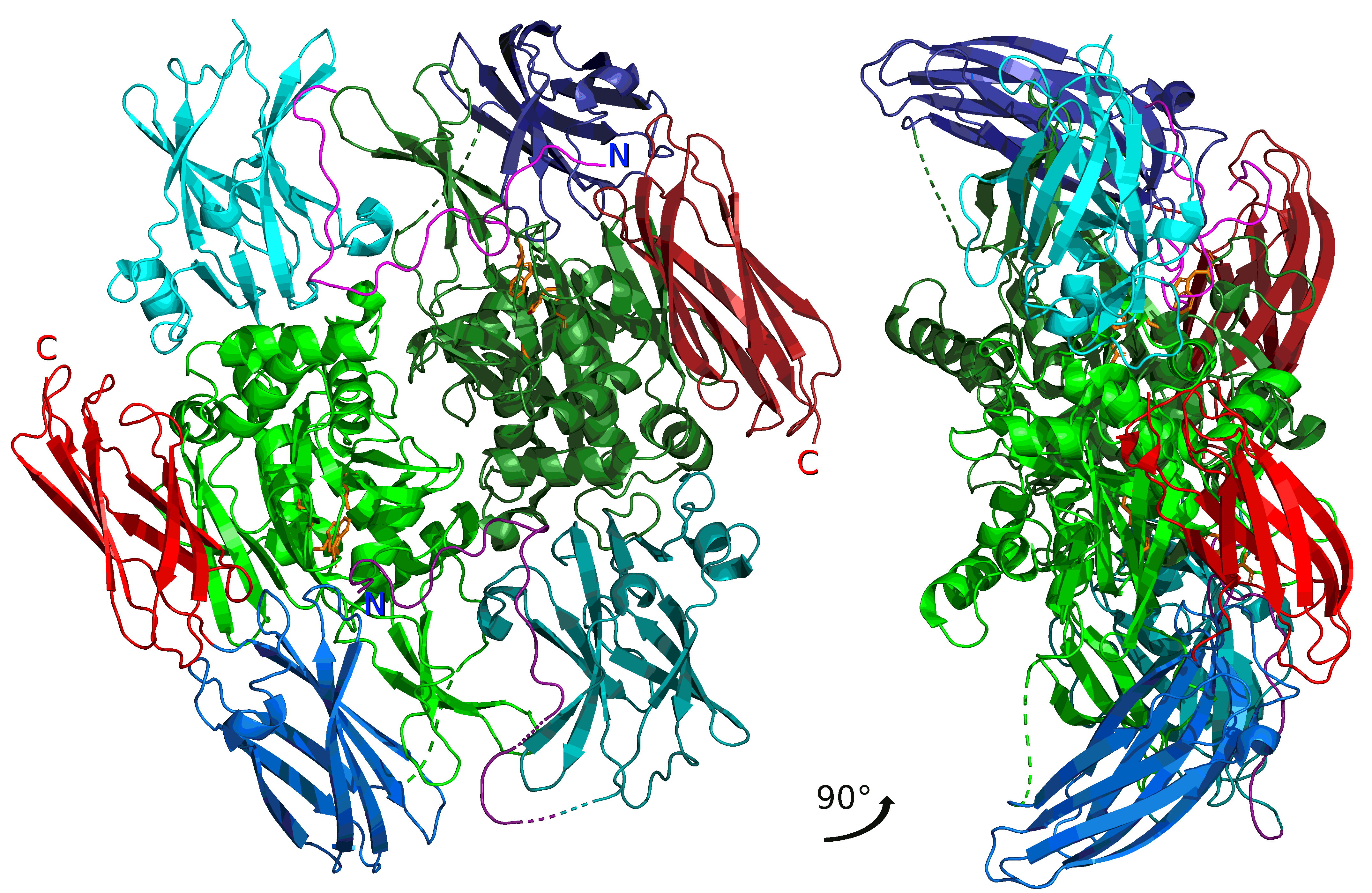
Structura terțiară

Factorul XIII (sau factorul stabilizator al fibrinei) este o proteină regăsită în sângele uman și animal. Este activat de către trombină la factorul XIIIa. Factorul XIIIa este o enzimă implicată în cascada coagulării sanguine, ajutând la formarea legăturilor între monomerii de fibrină. Deficitul de factor XIII sanguin duce la tendințe de sângerare.
La om, factorul XIII este heterotetramer, fiind format din două peptide A enzimatice și două peptide B non-enzimatice. XIIIa este un dimer format din peptidele A activate.